# 압달카디르 아스수피
압달카디르 아스수피(Abdalqadir as-Sufi)는 수피파 교수, 다르카와 수피 교단의 대표, 무라비툰 세계운동의 창시자, 그리고 이슬람교, 수피즘, 정치학에 대해서 책을 쓴 작가이다. 그는 이슬람교로 개종하기 전까지 이름은 이언 댈러스(Ian Dallas)이었다.

## 인생
1930년 이언 댈러스는 1279년으로 거스러온 하이랜드 계열의 가문 출신으로 스코트랜드에서 태어났다. 에어 중등학교, 왕립연극예술학교, 그리고 전공으로 엘리자베스 시대의 사회사로 런던 대학교에 졸업하였다.

## 저서
- 《이방인의 책》(The Book of Strangers) (뉴욕주립대학교출판부, 1972) ISBN 978-0-88706-990-1
- 《모하메드의 길》(The Way of Muhammad)[1] (Diwan Press, 1975) OCLC 16373203